# Kulturvård
Kulturvård etablerades som akademiskt ämne vid Göteborgs universitet 1978. I mitten av 1990-talet startades även utbildningar vid Uppsala universitet Campus Gotland (tidigare Högskolan på Gotland). Den engelska benämningen på ämnet är conservation. Kulturvård är konsten att bevara, utveckla och hållbart bruka de kulturarv (både materiella och immateriella) som finns i samhället. Det kan handla om vården av byggnader, hela miljöer, föremålssamlingar men också minnen, traditioner och så kallad tyst kunskap (som hantverksfärdigheter).  
Som disciplin utforskar kulturvård villkoren för kulturobjektens vård och fortlevnad utifrån dels kultur-, samhälls-, natur- och hantverksvetenskapliga perspektiv, dels de sociala och kulturella processer som leder till att vissa kulturobjekt definieras och utnämns till kulturarv. Kulturvårdens inriktning är generell och innefattar kulturföremål av olika slag alltifrån till exempel dagstidningar och fornfynd till medeltida katedraler och nutida urbana miljöer.
Kulturvård är ett akademiskt begrepp med betoning  på de professionella specialister som vårdar och hanterar värdefulla kulturobjekt. Kulturmiljövård är ett bredare juridiskt begrepp med betoning på den empiriskt upplevelsen av kulturmiljön som helhet. 
Kulturvård studerar den som vill arbeta som byggnadsantikvarie, föremålsantikvarie, antikvarisk kontrollant, byggprojektledare, museitjänsteman eller intendent. En del kulturvårdare får också karriärer som utställningsproducenter eller konsulter i organisationer, myndigheter och i företag. Kulturturism, näthandel, inrednings-, auktions- eller antikbranschen är andra branscher där kulturvårdare behövs. 

## Utbildningar i kulturvård i Sverige
- Institutionen för kulturvård vid Göteborgs universitet
- Dacapo
- Uppsala universitet Campus Gotland